# 岡本勘治郎
岡本 勘治郎 （おかもと かんじろう、1899年 - 1985年）は日本の園芸家。バラの育種家。

## 人物
1899年京都府に生まれる。千葉園芸高等専門学校（現・千葉大学園芸学部）を卒業後、フランスやイギリスに留学。本格的に帰国した1930年には「桃山花園」を開園し、育種を行った。世界各地から多くの品種のバラと関連書物を日本に持ち込み、「バラの神様」とも言われている。